# Straat Badoeng
Straat Badoeng (Indonesisch:Selat Badung) is een zeestraat in Indonesië. Het water ligt tussen de Indonesische eilanden Nusa Penida en Bali. Het water is ongeveer 60 km lang en 20 km breed. De Slag in de Straat Badoeng heeft in februari 1942 hier plaatsgevonden.
Bij de Amerikaanse marine heeft een schip gediend dat vernoemd was naar de Straat Badoeng, de USS Badoeng Strait (CVE-116).